# Berotha borneensis
Berotha borneensis är en insektsart som beskrevs av Navás 1912. Berotha borneensis ingår i släktet Berotha och familjen Berothidae. Inga underarter finns listade i Catalogue of Life.